# Я, мне, моё
«Я, мне, моё» (англ. I Me Mine) — автобиография Джорджа Харрисона, впервые опубликованная на английском языке в 1980 году.

## Содержание
В книге Харрисон очень мало говорил о The Beatles, в основном повествуя о своих увлечениях, таких как садоводство и автогонки «Формула-1». В книгу вошли тексты песен Харрисона и фотографии с юмористическими комментариями.

## История создания и публикации
В написании книги Харрисону помог бывший пресс-секретарь The Beatles Дерек Тэйлор. Первое издание было опубликовано издательством Genesis Publications в 1980 году тиражом в 2000 экземпляров. Весь тираж этого делюкс-издания быстро разошёлся. Второе издание вышло в твёрдом переплёте и в мягкой обложке. В Великобритании книгу опубликовало издательство W. H. Allen, а в США — издательский дом Simon and Schuster. Третье издание книги вышло в 2002 году с предисловием вдовы Джорджа Харрисона — Оливии.
Книга вышла за несколько недель до убийства Джона Леннона. Леннон был глубоко задет тем, что Харрисон практически ничего не написал о нём.